# Variétés Club de France
 (octobre 2022).
L'article doit être relu — et modifié si nécessaire — par des contributeurs indépendants pour apporter un regard critique aux contributions effectuées en violation des conditions d'utilisation de Wikipédia, tant sur la forme (notamment concernant le style encyclopédique, la proportionnalité) que sur le fond (la neutralité de point de vue, la qualité et l'indépendance des sources).
 (juillet 2018).
Si vous disposez d'ouvrages ou d'articles de référence ou si vous connaissez des sites web de qualité traitant du thème abordé ici, merci de compléter l'article en donnant les références utiles à sa vérifiabilité et en les liant à la section « Notes et références ».
Maillots
Le Variétés Club de France (VCF) est un club de football français rassemblant des personnalités médiatiques et d'anciens joueurs de football.
Il est fondé en 1971. Le VCF a fêté durant l'année 2021 son 50e anniversaire.
L'équipe du VCF dispute une quarantaine de rencontres par an : matchs de bienfaisance, jubilés, tournées à travers le globe ou simples matchs sur des terrains de France. 
Le 16 juin 2025, Jacques Vendroux devient Président du club, et remplace Karl Olive.

## Historique
Le Variétés Club de France est fondé en juin 1971 à l'initiative de René Fano, Lucien Felli, Georges Chelon, Michel Drhey, Jean-Pierre Yzerman, Eddy Biernat et Jacques Vendroux. 
Son premier match a lieu le 11 septembre 1971 à Suresnes, en banlieue parisienne. Le club rassemble des passionnés ; ils se retrouvent chaque semaine sur le stade, porte de la Plaine dans le 15e arrondissement de Paris. Il multiplie les déplacements en France et à l'international. Son objectif est de jouer avec engagement dans un esprit convivial.
René Fano est le premier buteur du club lors du match de Suresnes ; une première tournée a lieu en Corse, en 1972, à l'initiative des insulaires de l'équipe, les frères Felli. Le 24 juin 1981, l'équipe du VCF joue sur la pelouse du stade Maracanã à Rio de Janeiro, en lever de rideau du derby carioca Fla-Flu opposant Flamengo et le Fluminense Football Club. C'est la troisième équipe française, après l'Olympique de Marseille et l'équipe de France, à jouer sur ce terrain. Le Variétés Club de France est battu 3-1 par les champions du monde de 1970, emmenés par Félix, Paulo Cesar, Tostao et Rivelino.
Le VCF dispute, le 20 mars 2019, son premier match mixte contre le Stade de Reims, en présence de Brigitte Macron et Muriel Robin, au profit de la Fondation des femmes,.
Le 10 juin 2009, le VCF est reçu au Vatican par le pape Benoît XVI. Le club dispute ensuite un match contre l'équipe des gardes pontificaux, à Rome, au centre d'entraînement de l'AS Roma. Le Variétés est retourné à Rome en mars 2023, accompagné de Mgr Emmanuel Gobilliard.

### Records
En 1983, le club réalise un tour du monde, disputant un match sur chaque continent en l'espace d'un mois.
Deux ans plus tard, l'équipe bat le record du monde du match de football le plus long (inscrit au livre Guinness des records) en 35 heures et 2 minutes, à Angoulême.
En 1986, à Rio de Janeiro, au Brésil, le club est champion du monde des vétérans, grâce notamment aux trois buts de Michel Paolini en finale. C'était leur deuxième séjour dans le pays du football.
En 1993, le VCF réalise une tournée en Israël et Palestine, avec deux rencontres mémorables, à Jéricho et à Tel Aviv.

### Voyages
Le VCF a déjà visité les pays et contrées, et, notamment, les départements et territoires d'Outre-mer suivants : Monaco, Djibouti, Maroc, Tunisie, Haïti, Colombie, USA, Polynésie, Côte d'Ivoire, Thaïlande, Soudan, Allemagne, Brésil, Cameroun, Sri Lanka, Belgique, Gambie, Suisse, Hawaï, Australie, Nouvelle-Calédonie, Singapour, Grande-Bretagne, Madagascar, Gabon, Cuba, Guadeloupe, Les Saintes (Guadeloupe), Sénégal, Saint-Barthélemy, Martinique, La Réunion, Algérie, Luxembourg, Saint-Martin, Russie, Bahamas, Italie, Île Maurice, Égypte, Palestine, Israël, Pays-Bas, Koweït, Guyane, Indonésie, Tobago, Saint-Pierre-et-Miquelon, Espagne, Malaisie, Sainte-Lucie, Mayotte, Antigua, Wallis-et-Futuna, Mexique, Tanzanie, Antilles, Cap-Vert, Groenland, Panama, Mongolie[réf. souhaitée].
Au total, 117 rencontres ont été disputées à ce jour à l'étranger et 32 matches ont eu lieu dans les départements et territoires d'Outre-mer.

### Coupes et jubilés
Dans les années 1980, le VCF est invité à participer à la Coupe de France, par la Fédération française de football.
Les jubilés rythment la vie du club. Le VCF les organise en l'honneur et au profit de ses amis. Chacun garde en mémoire la « retraite » de Marius Trésor le 14 juillet 1985 à Bordeaux, et le jubilé de Michel Platini, à Nancy, le 23 mai 1988. Parmi toutes ces fêtes, il y eut celles réservées à Jean-Michel Larqué, Serge Mesones, Nestor Combin, Dominique Vésir, Alain Giresse, Dominique Rocheteau, Jean-François Domergue, Éric Pécout, Max Bossis, René Girard, Daniel Léopoldès, Dominique Bathenay, Bernard Lacombe, Victor Zvunka, Philippe Mahut, Claude Le Roy, Gérard Bernardet, Olivier Rouyer, Patrick Rabathaly, etc.
Les membres du VCF ont une réputation de « joyeux fêtards ». Le VCF sait aussi se montrer disponible pour les bonnes causes ; de nombreux coups de cœur jalonnent son itinéraire. Depuis 1971, le club a soutenu de nombreuses associations caritatives. Sa devise a été lancée en 1990, à Moscou, par Jean-François Domergue : « Franchise, Honnêteté, Intégrité, Courage (FHIC) ». 
Dans le cadre de son 30e et 35e anniversaire, le club est reçu à l'Élysée par le président de la République Jacques Chirac, le 11 décembre 2001 et le 12 avril 2007. Le VCF fête son 10e anniversaire le 1er octobre 1981, à Bry-sur-Marne, en banlieue parisienne ; il a disputé son 1000e match au Havre (match organisé par Jean-Pierre Hureau). Le VCF a célébré son 20e anniversaire au Parc des Princes contre une sélection mondiale mise sur pied par Michel Platini.
Le VCF a disputé sa 1500e rencontre rencontre à Saint-Aubin-lès-Elbeuf (Seine-Maritime) le 26 janvier 1997.
Le club fête son 25e et 30e anniversaire à Marrakech, les 2 juin 1996 et 13 juin 2001, à l'initiative des rois du Maroc Hassan II et Mohammed VI.
Le 31 décembre 1978, au large de Cartagena en Colombie, sur une mer des Antilles déchainée, le bateau des joueurs du VCF fait naufrage et dérive pendant des heures. Après l'échouage, des hôtes inconnus improvisent un réveillon.
Dans le cadre de son 30e anniversaire, un dîner est donné à l'Élysée, le 11 décembre 2001, par le chef de l'État. M. et Mme Chirac l'invitent une dernière fois en ce lieu, le 12 avril 2007.
Le VCF a joué son 2000e match le 15 avril 2010, au stade Jean-Bouin, à Paris contre une sélection républicaine.

## Identité et devise
Le Variétés a un emblème floral : la marguerite, fleur préférée de Nestor Combin. Sa devise a été lancée en 1990, à Moscou par Jean-François Domergue : « Intégrité, honnêteté, franchise, courage ».

## Personnalités emblématiques

### Anciens sportifs
Dominique Rustichelli, Philippe Lemenan, d'anciens professionnels furent les premiers « gros » transferts du club. Ils rejoignent Alain Gottvallès, Romuald, les frères Felli, Jean-Paul Guichard, Pierre Bruhin, Fabrice Baledent, Pierre Delorme, Jacques Belmas, Théo Colagrossi, Serge Martinazzo, Eddy Biernat, Alain De Martignac, entre autres. 
1971 : les pionniers toujours présents Jacques Belmas, René Fano, Jacques Vendroux et Charlie Thétard.
1972 : le tennisman Eric Déblicker.
1974 : les anciens internationaux Nestor Combin et Jean-Michel Larqué.
1975 : le journaliste Dominique Grimault.
1978 : le tennisman Yannick Noah.
1980 : les journalistes José Coves et Alain Leiblang.
1981 : le rugbyman Richard Astre, les footballeurs Ian Mulder, Victor Zvunka, Dominique Rocheteau, Michel Platini, l'entraîneur Arsène Wenger, l'entraîneur de saut à la perche Jean-Claude Perrin.
1982 : l'ancien footballeur Claude Le Roy.
1983 : les anciens internationaux Alain Giresse et Bernard Lacombe.
1984 : le rugbyman Serge Blanco, les anciens internationaux Marius Trésor, Olivier Rouyer, René Girard et Léonard Specht.
1985 : Abdel Djaadaoui, René Charrier et Thierry Oleksiak.
1986 : l'ancien international Mustapha Dahleb.
1987 : Vahid Halilhodžić.
1988 : l'ancien international Jean-François Domergue.
1989 : l'ancien entraîneur Henry Emile, le journaliste Michel Denisot et l'ancien footballeur Éric Pécout.
1990 : l'ancien gardien de but Jean-Michel Moutier et le chanteur et comédien Patrick Bruel.
1992 : l'ancien international néerlandais Johan Neeskens et Gérard Bernardet.
1993 : Jean-Pierre Orts.
1994 : le journaliste Frédéric Jaillant.
1995 : l'ancien arbitre international Joël Quiniou et Paco Rubio.
1996 : l'ancien international sénégalais Saar Boubacar.
1997 : l'ancien gardien de but Jean-Pierre Lauricella.
1999 : Antoine Kombouaré.
2000 : Patrick Rabathaly.
2001 : son altesse sérénissime Albert II de Monaco, Jean-Michel Guédé et Jean-Michel Bridier.
2002 : les anciens footballeurs Jean-Guy Wallemme, Baptiste Gentili et Marc Keller.
2004 : Chérif Oudjani, Roger Hitoto et le journaliste devenu Maire de Poissy Karl Olive.
2007 : l'ancien footballeur aujourd'hui entraîneur Claude Puel.
2008 : les champions du monde Laurent Blanc et Didier Deschamps.
2009 : le tennisman Richard Gasquet et le champion du monde Christian Karembeu.
2010 : Steve Savidan et Romarin Billong.
2011 : l'ancien Lensois Éric Sikora. 
2012 : Rudi Garcia, Bernard Diomède, Pierre-Yves André le journaliste Frédéric Plisson et le champion du monde Robert Pirès.
2013 : Patrick Colleter, le rugbyman du Biarritz Olympique Dimitri Yachvili, l'ancien arbitre international Patrick Lhermitte et le chanteur Matt Pokora.
2014 : le champion du monde Bixente Lizarazu, Grégory Paisley, Sony Anderson et Christophe Pignol.
2015 : Frédéric Piquionne. 
2016 : Robert Malm.
2017 : l'humoriste Ary Abittan, le journaliste Smaïl Bouabdellah, le footballeur Jean-Michel Lesage et le réalisateur Fabien Onteniente.
2019 : Jérémie Brechet, Laure Boulleau, Benoit Cheyrou, Bruno Cheyrou, Julien Féret, Sidney Govou, Gaëtan Huard, Benjamin Nivet, Clément Chantome, Laurent Batlles, Jérémy Clément et Ludovic Obraniak et le rappeur Jok'air ont rejoint le Variétés Club de France.
2020 : Sylvain Armand et le journaliste Thibaud Vézirian
2022 : Mathieu Duhamel.
2023 : Eden Hazard.
Ces sportifs, et pas seulement des footballeurs, ont pris ou prennent toujours plaisir à se produire régulièrement sous les couleurs du club, sous toutes les latitudes et par tous les temps.
Les anciens footballeurs internationaux, journalistes ou sportifs de renom ont également porté les couleurs du VCF : Patrick Proisy, Thierry Gilardi… et ensuite, Henri Biancheri (décédé en 2019), Georges Carnus, Serge Mesonès (décédé en 2001), Bernard Graeff, Philippe Mahut (décédé en 2014) , Léonard Specht.
Zinédine Zidane, Pascal Olmeta, Fabien Barthez, Christophe Dugarry, Jean-Pierre Papin et Hatem Ben Arfa ont renforcé le VCF lors de ses grands rendez-vous.

### Joueurs
Le Variétés Club de France dispute plus de quarante rencontres par an. À côté des sportifs de renom précédemment cités, le club s'est appuyé sur René Hamard, Daniel Léopoldès, Martial Schmiedt, Xavier Perez, Didier Piquet, Bruno Degat, Albert Couriol, Jean-Pierre et Patrick Valente, Patrick Fiorelli, Alain Charvet, Éric Faisant, Jean-Paul Guemise, Alexandre Malossi, Richard Laine, Cédric Schille, Réginald Becque, Éric Adamczak, Mathieu Fontaine, Yann Ollivier, Sébastien Barniaud, William Naigeon, Rachid Aklalouchi, Hervé Maximin, Thierry Detave, Xavier et Nicolas Bénichou, Stéphane San Pedro, Stéphane Le Floch, Pascal Cantrel, Maxime Sevenet, sans oublier Tom Rocheteau, Hervé Sabourin, Regis Bridier, Walter Oyono, Martin Quiniou, Baptiste Vendroux, Bruno Skropeta, Yoann Lemaire, Vincent Magniez, Samir Amirèche, Sofiane Amami, Arnaud Brégère, Philippe Auroy, Jérémie Dickenson, Franck Pérée, Souiga Medjebeur, Otman Djellilahine, Nathanaël Gavant, Jérémy Brahmi, Julien Laquitaine, Nadir Birem, Mouhamadou Kébé, Abdelkrim Djaknoun, Ibrahima Traoré, Nofel Djaraouane, Kanza Massaki, Karim Sankhon, Giuseppe Del Bove, Océane Daniel et Fabien Raddas.

### Dirigeants
Le VCF peut compter sur Rudy Lales, Pascal Pouillot, Alain de Martignac, Jean-Louis Legrand, Gérard Cohen, Robert Nataf, Pierre Ville, Bernard Graeff, Jean-François Falcou, Michel Ennesser, Jean-Jacques Bertrand, Alain Cayzac, Philippe Piat, Léo Crozzoli, Jean-Claude Colas, Serge Piovan, Max Favreau, Max Duzant, Yves Quiniou, Franck Deussen, Philippe Lagueyte, Pascal Picquot, Bruno Ribourdouille, Pascal Morin, Omar Altundag ainsi que les kinés Patrick Iriart, Gilles Watelle, Alain Petit, André Lansade, Michel Brohan, Fabien Dinville, Patrice Quémener, Gérard Éraud, Philippe Boyet, les médecins Jean-Pierre et François Fraioli, Éric Rolland, Jacques Parier, sans oublier nos photographes Adib Zridette et Philippe Lagueyte.
Pour les rencontres de prestige, le VCF compte dans ses rangs deux anciens arbitres internationaux : Joël Quiniou et Patrick Lhermite.
Le Variétés a connu six présidents : Jean-Pierre Yzerman (de 1971 à 1973), Serge Martinazzo (de 1973 à 1980), Patrick Proisy (1980), Thierry Roland (de mars 1980 jusqu'à son décès en juin 2012), Serge Piovan (de 2012 à 2022) et Karl Olive depuis le 3 novembre 2022.
Le journaliste Jacques Vendroux est le manager général du club depuis 1971. Son trésorier est Pierre Ville depuis 1997, il succède à René Fano, Gérard Durlack, Patrick Proisy, Fabrice Baledent, Jean-Louis Leboucher, Thierry Roland (par intérim), Thierry Gilardi et Christelle Platini. 

### Meilleurs buteurs
Jean-Pierre Orts, avec 771 réalisations, est le meilleur buteur du VCF.
Yann Ollivier (419), Sébastien Barniaud (371), Michel Platini (347) et Alain Giresse (314) complètent le quinté gagnant.
Ils ont marqué des buts mémorables : le 1 000e but du VCF, le 14 avril 1980, contre les Gobelins à Paris (Jean-Michel Larque) ; le 2 000e, le 3 novembre 1984, contre les Minguettes à Vénissieux (69) (Albert Couriol) ; le 3 000e, le 09/04/1989, contre Villeneuve-Saint-Georges (94) (Jean-Jacques Amorfini) ; le 4 000e contre les anciens de Saint Quentin (02) (Eric Faisant) ; le 5 000e, contre Eden Park à Castanet-Tolozan (31) (Michel Platini) ; le 6 000e, contre une sélection de la DTN à Poigny-la-Forêt (78) (José Toure) ; le 7 000e, contre Lamorlaye (60) (Sébastien Barniaud) ; le 8 000e, contre Thiers sur Thèves (60) ; le 9 000e, contre Orry-la-Ville (60) (Yann Ollivier) ; et le 10 000e, contre Hermes Berthecourt (60) (Jean-Michel Lesage). 

### Comité directeur actuel
- Président : Jacques Vendroux
- Vice-présidents : Jean-Claude Colas, Jean-Pierre Fraioli, Alain Giresse, Patrick Valente
- Trésorier : Pierre Ville
- Secrétaire Général : Philippe Lagueyte
- Membres : Yannick Noah, Marius Trésor, Christian Karembeu, Robert Pirès